# 鈴木遥
鈴木 遥（すずき はるか、1987年3月14日 - ）は、NHKのアナウンサー。

## 人物
千葉県柏市（旧東葛飾郡沼南町）出身。法政大学キャリアデザイン学部を卒業後、2009年（平成21年）に入局する。

## 嗜好・挿話
- 2020年に一般女性と結婚[2]。
- ラジオニュースでは「北海道の皆さん、こんばんは。」或いは「北海道の皆さん、おはようございます。」と、本人による独自判断の言い回しで挨拶する事がある。

## 現在の担当番組
- あさイチ（リポーター：2024年4月10日 - ）[3][注 1]

## 過去の出演番組
高知放送局時代
- 土曜スタジオパーク（2009年5月23日） - 新人お披露目
- 高知のニュース・中継・リポート
- ニュース845こうち
- 着信御礼!ケータイ大喜利（レポーター・2010年5月15日）[4]

大分放送局時代
- いろどりOITA（寺澤敏行のキャスター代行など）
- うまいッ!（地元応援団・2018年10月14日）
- 大分のニュース・中継・リポート
- ひるいろ（リポーター）

札幌放送局時代（2019年度-2021年度）
- 北海道のニュース・中継・リポート
- 北海道まるごとラジオ（司会）
- うまいッ!「マッシュルーム〜北海道・十勝〜」（2019年6月3日）
- 令和2年7月豪雨では、勤務経験のある大分局に応援で派遣され、災害情報を中心にローカルニュースを担当した。

旭川放送局時代（2022年度 - 2023年度）
- ほっとニュース道北・オホーツク（キャスター：2022年4月 - 2024年3月22日[5]）
- あさイチ 北海道地域中継リポーター（2023年6月5日 - 2024年3月）
- 旭川発ほっとニュース どうほく見る知る
- 北海道道北のニュース・中継・リポート

東京アナウンス室時代（2024年度 - ）
・ニュース845 （名古屋放送局への応援、2024年11月21日）
・東海北陸地方のニュース（同上、2024年11月22日-23日、2025年1月23日-24日）
・ほっとニュース845（かつて勤務経験のある札幌放送局への応援、2025年3月4日）
・北海道のニュース（同上、2025年3月4日-5日）
・九州沖縄地方のニュース（福岡放送局への応援、2025年6月13日-14日）

## 同期のNHKアナウンサー
- 池田伸子
- 伊藤海彦
- 牛田茉友（退職）
- 角谷直也
- 勝呂恭佑
- 合原明子
- 酒匂飛翔
- 佐々木彩
- 佐藤誠太
- 八田知大
- 廣瀬雄大
- 深川仁志
- 深澤健太